# Piragüismo en eslalon

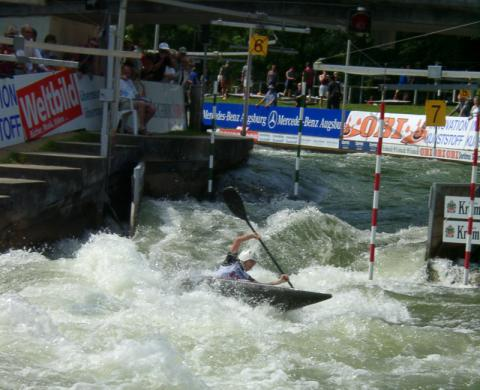
Piragüismo en eslalon.

El piragüismo o canotaje en eslalon (del noruego slalom) es una disciplina olímpica de piragüismo que consiste en recorrer sobre un kayak o una canoa, en el menor tiempo posible y sin penalizaciones, un canal en aguas bravas cuya dificultad técnica se aumenta mediante puertas de paso obligado. La práctica de este deporte está regida en máxima instancia por la Federación Internacional de Piragüismo (ICF).

## Historia

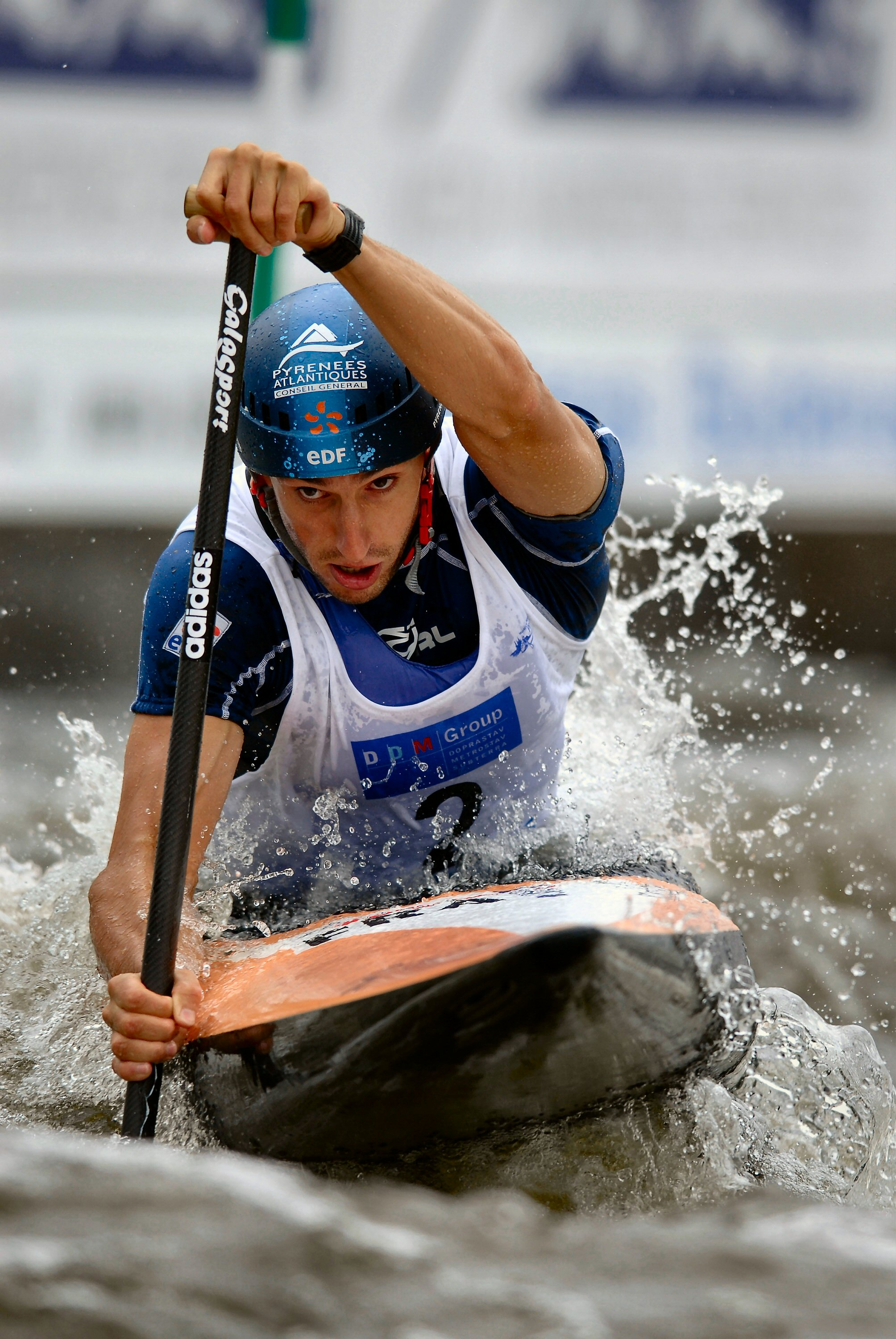
Canoa individual (C-1).

El piragüismo en eslalon fue modelado a partir del esquí en eslalon y se originó en Suiza en 1932. Se disputaba sobre aguas tranquilas en sus comienzos, pero después cambió a las aguas rápidas. Este deporte se hizo muy popular antes de la Segunda Guerra Mundial, cuando en 1933 se disputó la primera competición conocida. La primera federación internacional para regular el piragüismo fue la Internationale Repräsentantschaft für Kanusport (IRK), fundada en 1924. Después de la Segunda Guerra Mundial, esta organización fue sucedida por la citada ICF, ubicada en Lausana y que rige tanto la modalidad en esprint como en eslalon, al igual que otras seis disciplinas de canotaje.
Las carreras de piragua y kayak se convirtieron en deportes de medalla durante los Juegos Olímpicos de Berlín 1936. Sin embargo, esas pruebas se limitaron al piragüismo en esprint hasta que la modalidad en eslalon hizo su debut en Múnich 1972, disputándose en el Eiskanal de Augsburgo. Entre tanto, Suiza organizó en el año 1949 el primer Campeonato Mundial en Ginebra. Las carreras de eslalon no volvieron a estar en el programa oficial de unos Juegos Olímpicos hasta Barcelona 1992, disputándose entonces en el Parque del Segre construido en Seo de Urgel.

## Características principales
El recorrido contará con un número de entre 18 y 25 puertas, que tienen que ser franqueadas correctamente y en orden correlativo. Ha de ser totalmente navegable y equitativo para palistas zurdos y diestros en C-1. Su longitud mínima será de 250 m, y la máxima de 400 m, y orientativamente debería realizarse en un tiempo de unos 100 s en una embarcación de la categoría K-1 masculina. La distancia entre la última puerta y la línea de llegada no debe ser inferior a 15 m ni superior a 25 m.
Las puertas constan de uno o dos palos verticales que las delimitan, un soporte del que cuelgan, y una tablilla blanca o amarilla que indica el número de orden de paso de la puerta y su sentido, estando barrado diagonalmente el número en el sentido incorrecto, y sin barrar el correcto. Tienen entre 1,2 y 4 m de anchura, y según su color han de franquearse en el sentido de la corriente (puertas verdes y blancas) o en el sentido contrario a la corriente o de remonte (puertas rojas y blancas). De estas últimas sólo podrá haber entre 6 y 8 en el recorrido. Cada puerta se dispone de forma que el extremo inferior de los palos diste aproximadamente 20 cm de la superficie del agua, y no sean movidos accidentalmente por ésta.

## Embarcaciones

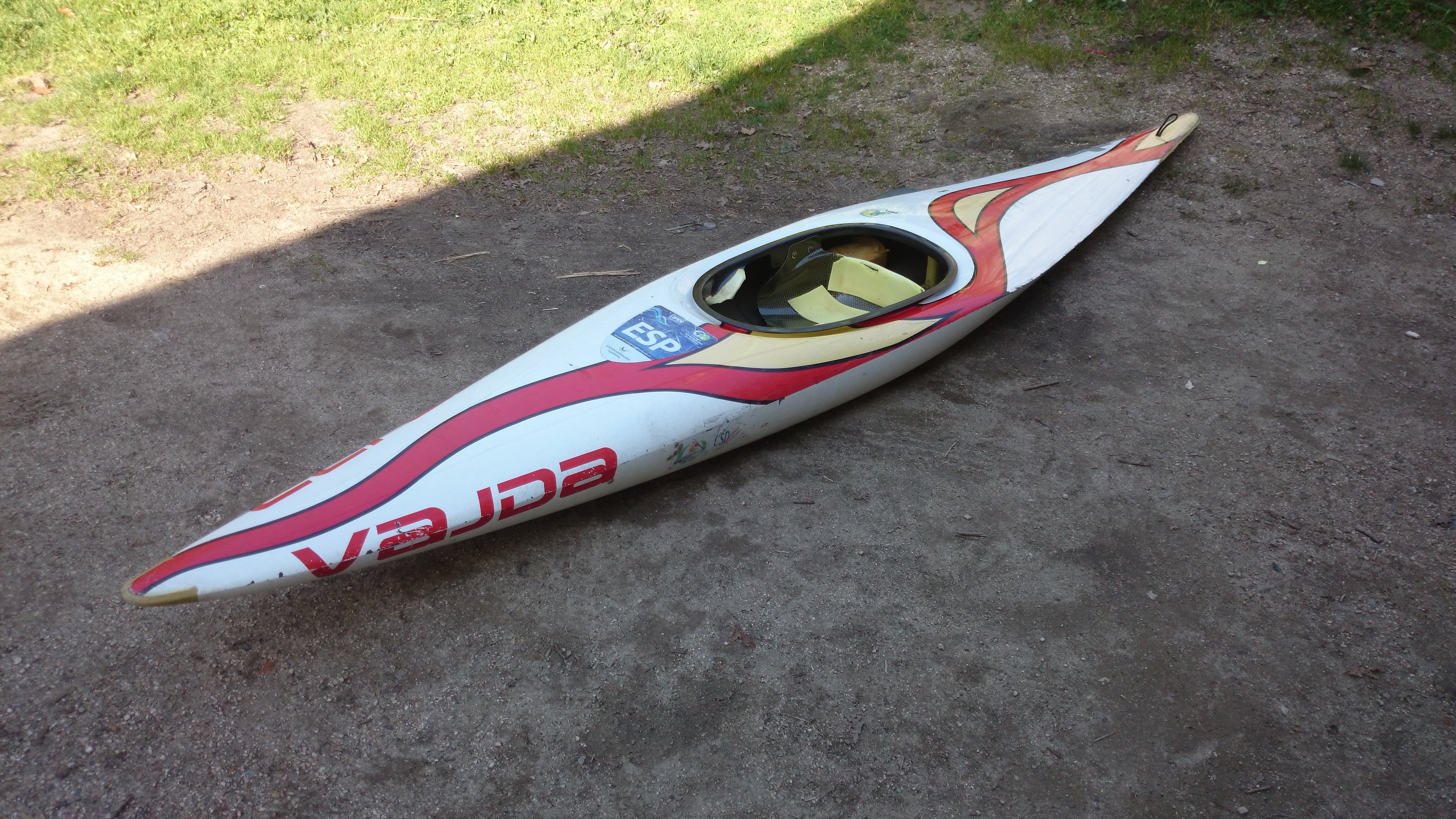
Embarcación de K-1.

Hay tres tipos de embarcaciones reglamentarias, todas ellas sin timón y cerradas mediante un cubrebañeras:
- K-1 (kayak-1): un palista, sentado, emplea una pala con dos hojas; el K-1 ha de tener unas dimensiones mínimas de 3,50 m de largo y 0,60 m de ancho y un peso mínimo de 9 kg.[8]

- C-1 (canoa-1): un palista, arrodillado, emplea una pala con una sola hoja; el C-1 ha de tener unas dimensiones mínimas de 3,50 m de largo y 0,65 m de ancho y un peso mínimo de 9 kg.[8]

- C-2 (canoa-2): dos palistas, arrodillados, emplean cada uno una pala con una sola hoja; el C-2 ha de tener unas dimensiones mínimas de 4,10 m de largo y 0,75 m de ancho y un peso mínimo de 15 kg.[8]

### Equipamiento
Los palistas han de ir provistos de casco, chaleco y cubrebañeras homologados. Las embarcaciones han de tener flotabilidad neutra, y estar provistas de asas a proa y popa para poder recuperarlas. En las competiciones se dispone de un equipo de personas dedicado exclusivamente a garantizar la seguridad de los participantes. 

## Categorías
La ICF y el resto de federaciones nacionales reconocen varias categorías competitivas, donde cada prueba es considerada en sí misma como una competición independiente. A su vez, los eventos pueden estar subdivididos por categorías de edad (sénior, júnior, etc.). Desde el punto de vista económico y de organización de los eventos, también se distingue entre piragüistas aficionados (amateurs) y profesionales. En los reglamentos de cada competición se establecen las pruebas concretas que se realizan.

### Pruebas individuales
Eslalon*:
- K-1 femenino (K1 W)
- K-1 masculino (K1 M)
- C-1 femenino (C1 W)
- C-1 masculino (C1 M)
- C-2 femenino (C2 W)
- C-2 masculino (C2 M)
- C-2 mixto (C2 Mx)

Eslalon extremo*:
- K-1 femenino (K1 W)
- K-1 masculino (K1 M)

### Pruebas por equipos
Eslalon*:
- K-1 femenino (3 x K1 W)
- K-1 masculino (3 x K1 M)
- C-1 femenino (3 x C1 W)
- C-1 masculino (3 x C1 M)
- C-2 femenino (3 x C2 W)
- C-2 masculino (3 x C2 M)
- C-2 mixto (3 x C2 Mx)

* Entre paréntesis, el código usado por la ICF.

## Reglamento

### Puntuación
El franqueo de una puerta comienza cuando la embarcación, el cuerpo o la pala tocan un palo de la puerta o cuando parte de la cabeza del competidor (en C-2, uno de los dos competidores) corta el plano de puerta. El paso de una puerta finaliza en cuanto el piragüista inicia el paso de la siguiente puerta o cuando cruza la línea de llegada. Deben cumplirse las siguientes condiciones para considerar que una puerta ha sido franqueada correctamente:
- La cabeza entera del competidor o competidores deben cruzar el plano de puerta en el sentido correcto de la puerta y del plano del recorrido.

- Parte de la embarcación debe cruzar el plano de puerta al mismo tiempo que toda la cabeza.

### Penalizaciones
Durante el recorrido de cada piragüista, los árbitros tienen en consideración las siguientes penalizaciones:
- 0 puntos: franqueo correcto de la puerta, sin faltas gracias a no tocar los palos con ninguna parte del cuerpo, equipo, pala o embarcación.

- 2 puntos: franqueo correcto de la puerta, pero tocando uno o ambos palos; los toques repetidos en uno o ambos palos solo se penalizan una vez.

- 50 puntos: franqueo incorrecto de la puerta por no respetar el orden numérico o el sentido correcto, por pasarla con la embarcación boca abajo, por pasar únicamente parte de la cabeza, por mover intencionadamente algún palo para continuar con penalización menor (si no se está en condiciones ideales de franqueo) o por retroceder por el plano de puerta tras haberlo franqueado correctamente; es la penalización máxima aplicable a un competidor en cada puerta.

- Descalificación: un competidor puede ser descalificado en una manga si abandona el barco tras un vuelco; no se considera a tal efecto si realiza un esquimotaje, maniobra mediante la que el barco se endereza sin ser abandonado por el piragüista.

Para calcular la puntuación total de una manga se suman el tiempo invertido, expresado en segundos y aproximado a centésimas, y las penalizaciones realizadas en puntos.
La competición se organiza en dos mangas, contando la mejor (más baja) de las puntuaciones obtenidas por cada competidor. En algunas competiciones se añaden semifinales y finales, que se realizan a una sola manga.
En las categorías por equipos (o patrullas) se suman las penalizaciones de todas las embarcaciones.

### Salidas y llegadas
Las salidas pueden ser a favor de la corriente o a contracorriente. Las embarcaciones, que pueden ser sujetadas por un asistente del juez de salida hasta que se dé la orden de iniciar el recorrido, deben estar paradas.
Las salidas de los competidores se realizan con un intervalo mínimo de 45 segundos en las categorías individuales y con un intervalo mínimo de 90 segundos en las categorías por equipos (o patrullas).
Una vez que el competidor franquea la línea de llegada, no puede volver a pasarla, a riesgo de ser descalificado en esa manga si lo hace.
La salida y la llegada se producen cuando el cuerpo del deportista (en C-2, el primer palista) cruza el plano de la línea respectiva, activándose entonces la célula fotoeléctrica o el cronómetro manual (o ambos).
En las pruebas por equipos (o patrullas), el tiempo es activado por el paso del cuerpo del primer palista nominado por la línea de salida y se detiene con el paso del último palista por la línea de llegada, no pudiendo haber más de 15 segundos entre su llegada y la del primer palista de la patrulla; en caso contrario, la patrulla sería descalificada.

### Arbitraje
Todos los eventos deben tener un Comité de Competición compuesto por tres miembros, que deben ser árbitros específicos de eslalon. Dependiendo de la magnitud de cada evento, un árbitro podrá desempeñar más de una función al mismo tiempo. El Comité de Competición recibirá las protestas relacionadas con el incumplimiento de los reglamentos y tomará la decisión final, de acuerdo con dicha normativa. Las competiciones deben celebrarse bajo la supervisión de los siguientes jueces:
- Director de la competición: dirige la competición de acuerdo a las normas.
- Juez árbitro: garantiza que el desarrollo de la competición se realiza según las normas.
- Asistente del juez árbitro: también garantiza que el desarrollo de la competición se realiza según las normas.
- Organizador técnico: garantiza el funcionamiento adecuado de las instalaciones locales y del equipo técnico.
- Jueces de puerta: están agrupados por sectores, normalmente de tres puertas, de los cuales uno se encarga de la transmisión de resultados del sector; estos jueces controlan el franqueo de las puertas, tomando notas escritas sobre el mismo.
- Trazador del recorrido: diseña el recorrido de acuerdo con las normas y garantiza que se mantiene en las mismas condiciones durante toda la competición.
- Juez de salida: controla el orden de los competidores y da las salidas.
- Juez de embarque: avisa al competidor para situarse en la zona de salida, comprobando que lleve el dorsal correspondiente y habiendo comprobado el resto del equipo.
- Juez de llegada: coordinado con el juez de salida, comprueba cuando el competidor finaliza el recorrido.
- Jueces cronometradores: garantizan el cronometraje del recorrido.
- Juez de resultados: es responsable de calcular los resultados y publicarlos.
- Juez de verificación: asegura que las embarcaciones, los chalecos salvavidas y los cascos cumplen la debida reglamentación.
- Responsable de salvamento: rescata a los competidores que hayan abandonado la embarcación o cualquiera que se encuentre en el circuito de competición.
- Juez de vídeo: coordinado con los jueces de resultados y de verificación, comprueba cualquier lance del recorrido susceptible de ser revisado por vídeo.